# Brevet de technicien supérieur - Conception et réalisation de carrosseries
Le brevet de technicien supérieur en conception et réalisation de carrosseries a été créé en France en 1992, à la demande des professionnels de la carrosserie : constructeurs et équipementiers de véhicules automobiles, d'autocars, d'autobus, de remorques et de semi-remorques.
Il a été rénové en 2013 (première session d'examen en 2015).

## Métier de technicien supérieur en conception et réalisation de carrosserie
Le technicien supérieur en conception et réalisation de carrosserie est spécialisé dans la conception, la réalisation et la transformation des carrosseries, aménagements extérieurs et intérieurs et châssis des  véhicules. Il intervient à toutes les étapes : conception, organisation de la fabrication, réalisation, assemblage et contrôle, homologation.

## Nature de la formation
Le technicien en CRC n'est pas un 'styliste ou un "désigner". Son travail se situe bien après celui du "désigner". De ce fait, la formation dispensée n'est pas centrée sur le dessin d'automobiles. C’est un travail de conception d’éléments de véhicules et d’industrialisation. Si le technicien en CRC participe à la conception, il connaît aussi les contraintes de la fabrication. Il est donc en mesure de négocier avec le client.

## Recrutement
Les titulaires des bacs suivants peuvent s'inscrire en préparation du BTS CRC :
- Bac Pro Construction de Carrosseries
- Bac Pro Réparation des Carrosseries
- Bac Pro EDPI
- Bac Pro Technicien Modeleur
- Bac Pro Technicien d’Usinage
- Bac STI industriels
- Bac S Sciences de l’Ingénieur

## Lieux de formation
Seuls huit établissements en France préparent à ce BTS  :
- Lycée Charles-Petiet, 92390 Villeneuve-la-Garenne ;
- école nationale des professions de l'automobile (GARAC), 95100 Argenteuil	;
- Lycée Albert-Camus, 69140 Rillieux-la-Pape ;
- Lycée du Hainaut, 59322 Valenciennes ;
- Lycée Gaspard-Monge, 73000 Chambéry ;
- Lycée Paul-Guérin, 79004 Niort ;
- Lycée Réaumur, 53013 Laval ;
- CFA de la Chambre de métiers et de l'artisanat des Côtes d'Armor, 22103  Dinan.

## Débouchés
Le titulaire du BTS CRC est amené à travailler dans des entreprises de :
- construction des carrosseries des véhicules industriels (remorques et semi-remorques, véhicules frigorifiques, bennes, isothermes, citernes, bus, cars, minibus, minicars ...)
- construction, transformation et aménagement des véhicules à usage particulier (ambulances, véhicules de secours, de loisirs, de voirie, de marché...)
- équipements de carrosserie (citernes, chambres isothermes, bennes, grues, hayons élévateurs, bras hydrauliques, essieux, suspensions...)

Il peut exercer ses compétences dans les domaines suivants :
- Informatique : Assistant technique études ou systèmes d'exploitation.
- Qualité : Analyste en équipement ou carrosserie, Technicien assurance qualité fournisseurs ou méthodes.
- Conception : Technicien prototypes d'équipements.
- Production : Technicien de production, de qualité, de maintenance, de productivité ou de coordination production. Agent de maîtrise.